# Casa di Ransom Gillis
La Casa di Ransom Gillis è una storica residenza vittoriana di Detroit nel Michigan.

## Storia
La villa venne progettata da Henry T. Brush e George D. Mason e realizzata tra il 1876 e il 1878. Le condizioni dell'edificio, rimasto disabitato sin da metà degli anni 1960, peggiorarono progressivamente fino a quando nel 2006 intervenne il governo municipale a metterlo in sicurezza con la speranza che qualcuno l'avrebbe poi ristrutturato. Il 1 novembre 2015 la villa venne quindi riaperta al pubblico dopo un'estesa opera di recupero nell'ambito di un progetto condiviso di HGTV, e in particolare di Nicole Curtis del programma Come ti trasformo la casa, e della compagnia di mutui Quicken Loans di Detroit. La ristrutturazione è stata oggetto di otto puntate speciali trasmesse su HGTV.

## Galleria d'immagini

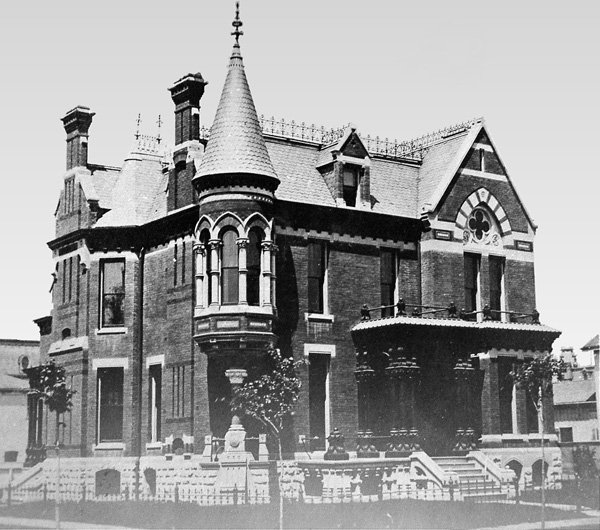
La Casa di Ransom Gillis nel 1879
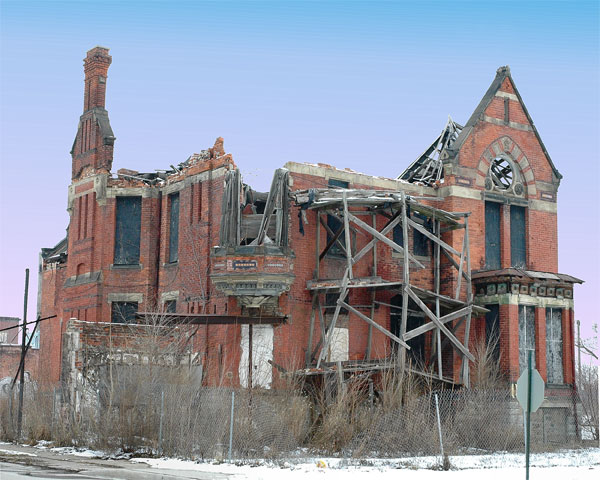
Le terribili condizioni in cui versava la villa nel 2005
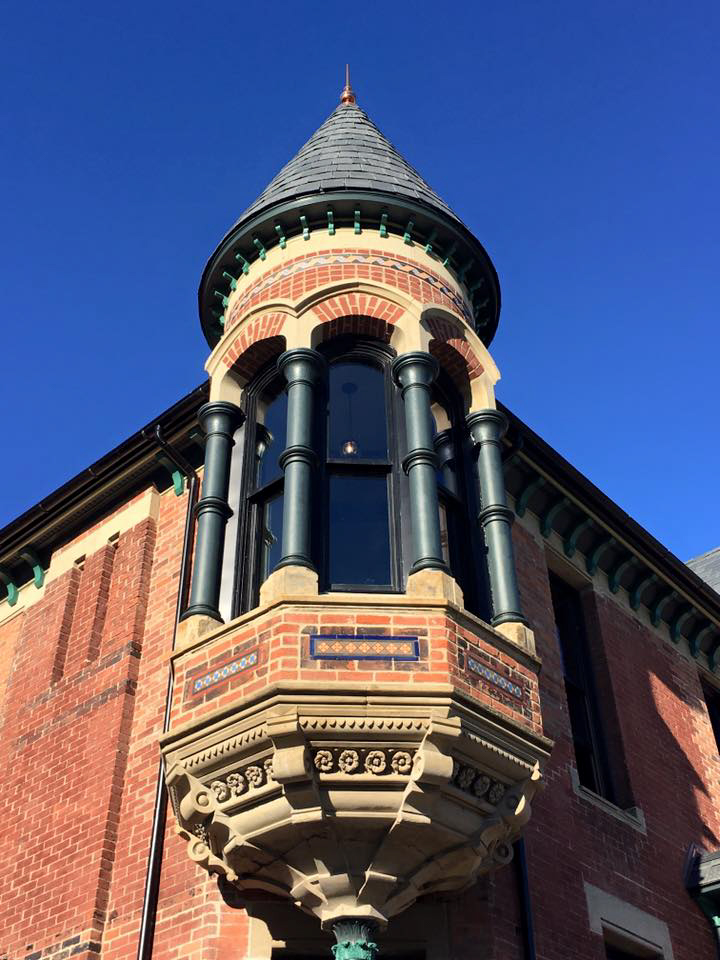
Dettaglio della torretta dopo la ristrutturazione del 2015